# Hello Airlines
Hello Airlines é uma companhia aérea de carga de Bangladesh. Foi fundada em 2012 e iniciou suas atividades em 2017. A companhia aérea tem seu hub principal no Aeroporto Internacional de Shahjalal e sua frota é composta por uma aeronave ATR 42-300QC .

## Frota

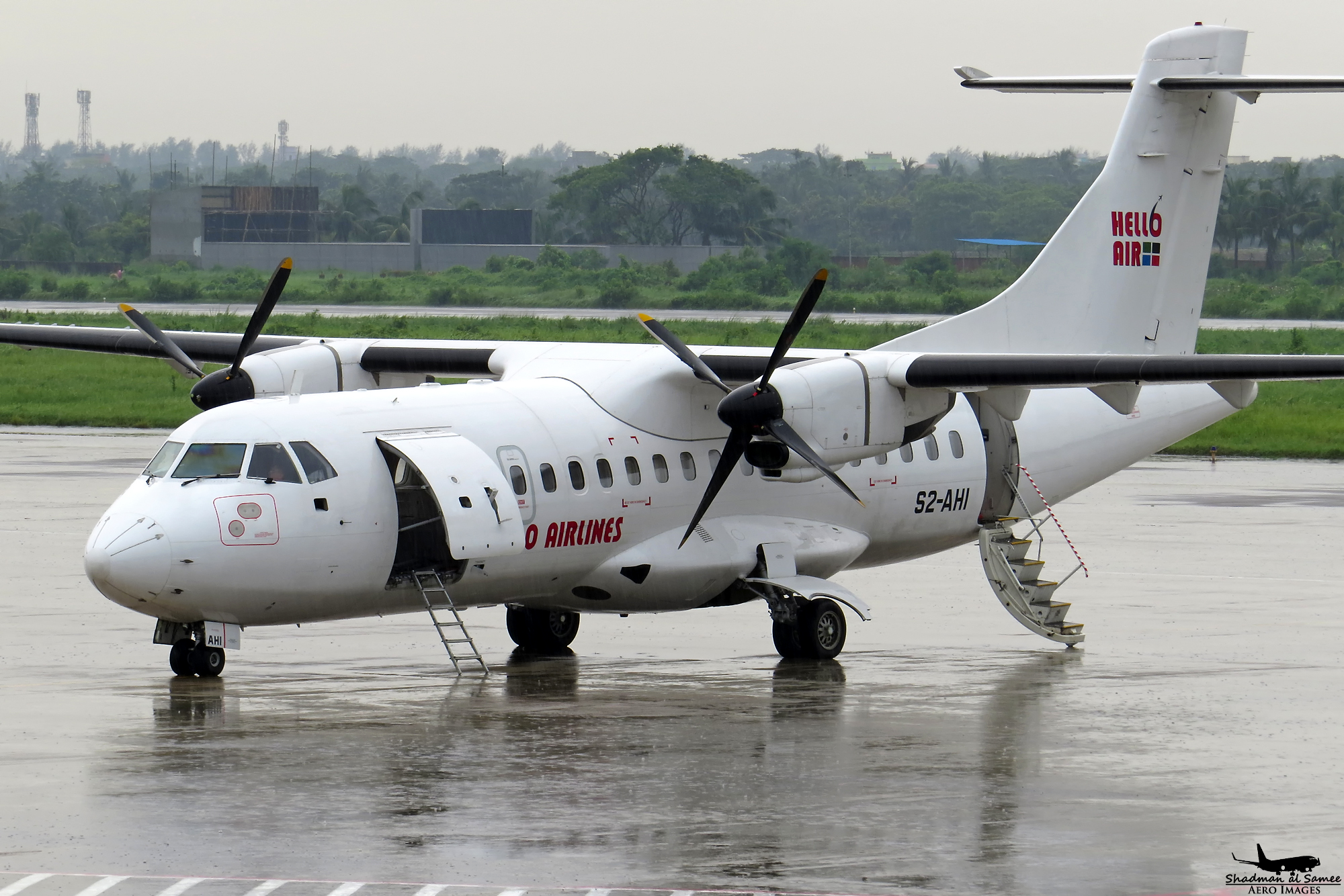
Um ATR 42-300QC da Hello Airlines

A frota da Hello Airlines consiste nas seguintes aeronaves (Agosto de 2019):
| Aeronaves    | Em Serviço | Ordens | Passageiros | Notas |
| ------------ | ---------- | ------ | ----------- | ----- |
| ATR 42-300QC | 1          | –      | Cargueiro   |       |
| Total        | 1          | 0      |             |       |